# لو (بخش)

شهرستان لو (بخش)  (به فرانسوی: Lot (department)) در ناحیه پیرنه میانه در کشور فرانسه واقع شده‌است.

## نگارخانه

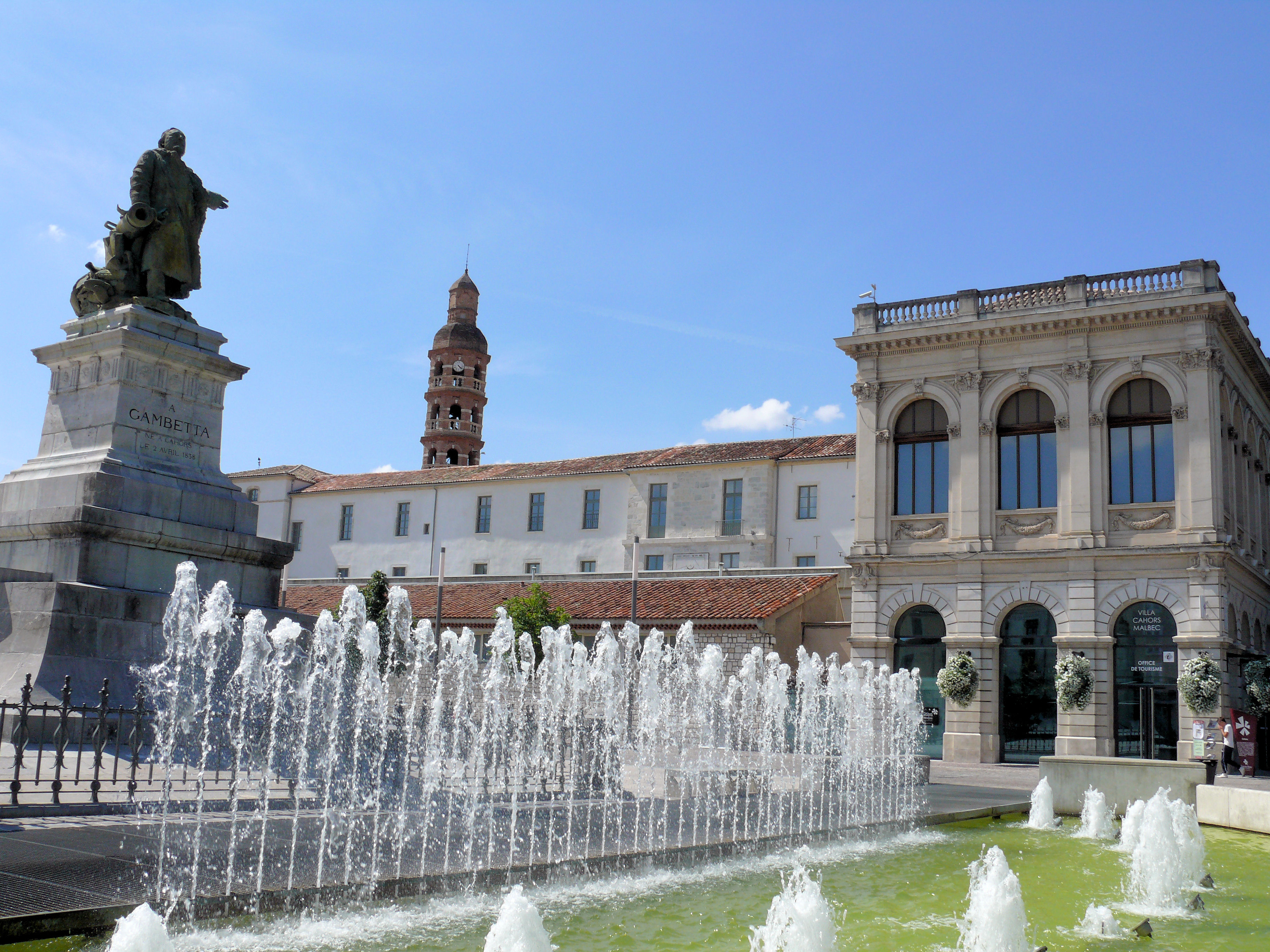
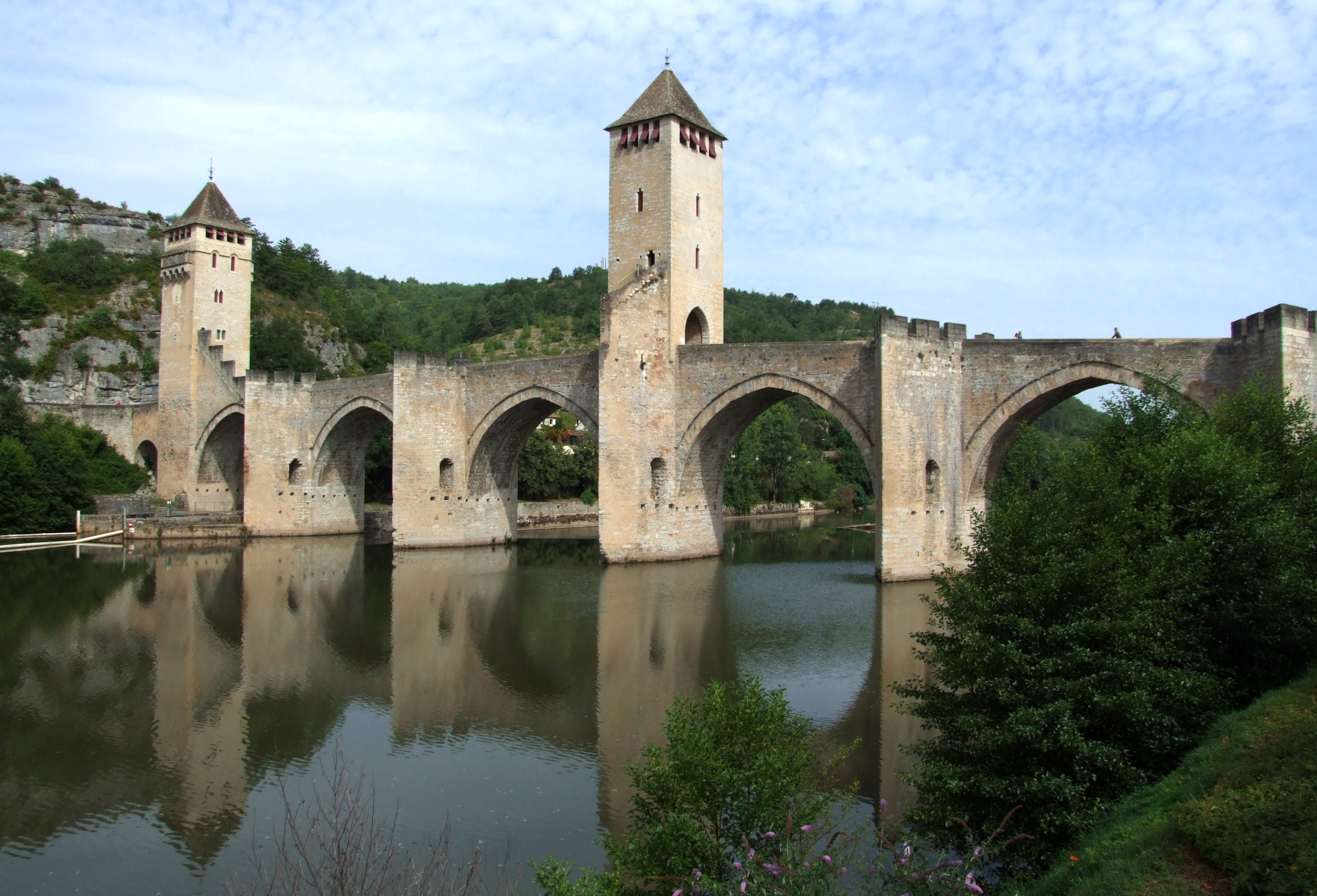
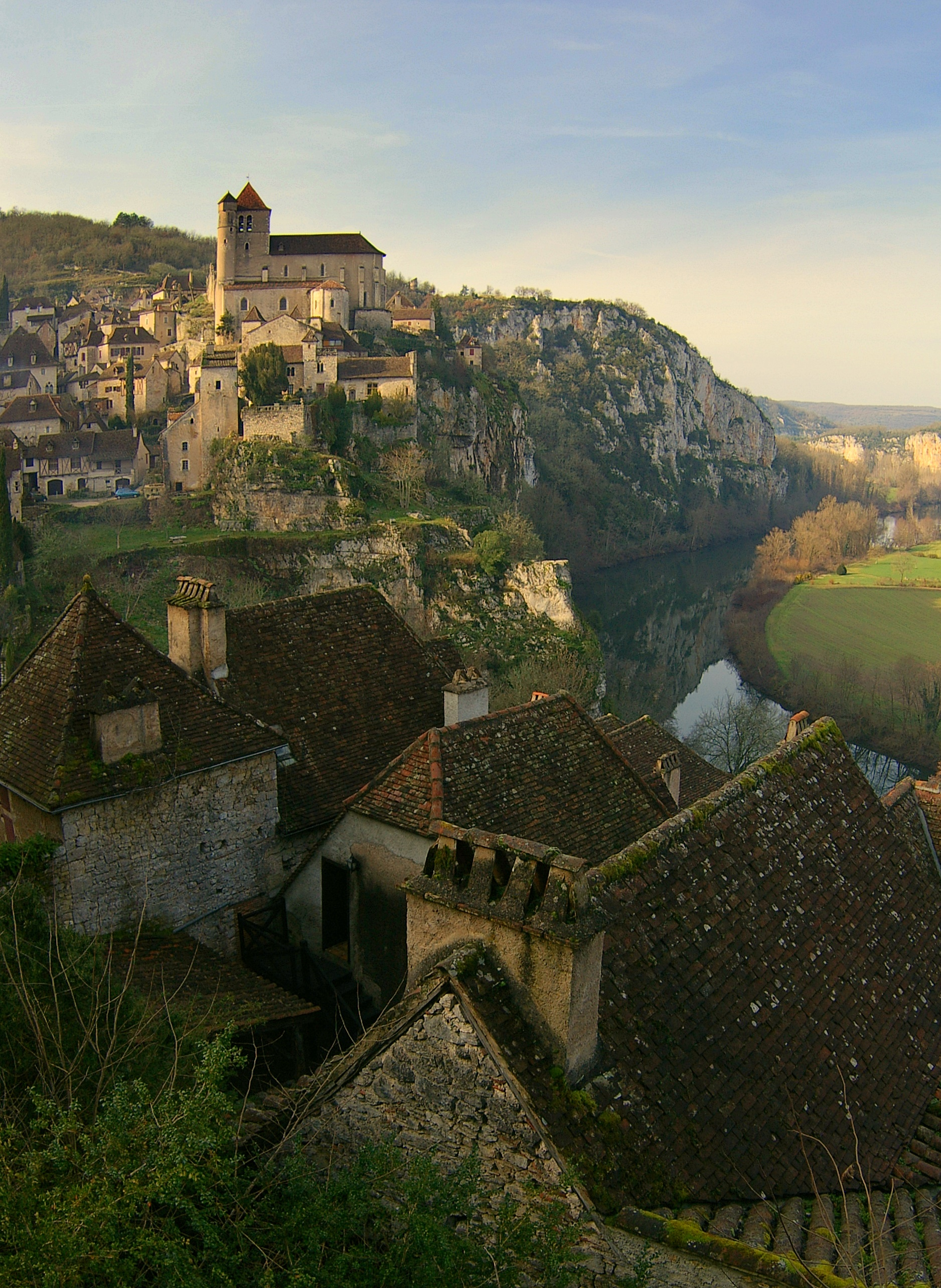
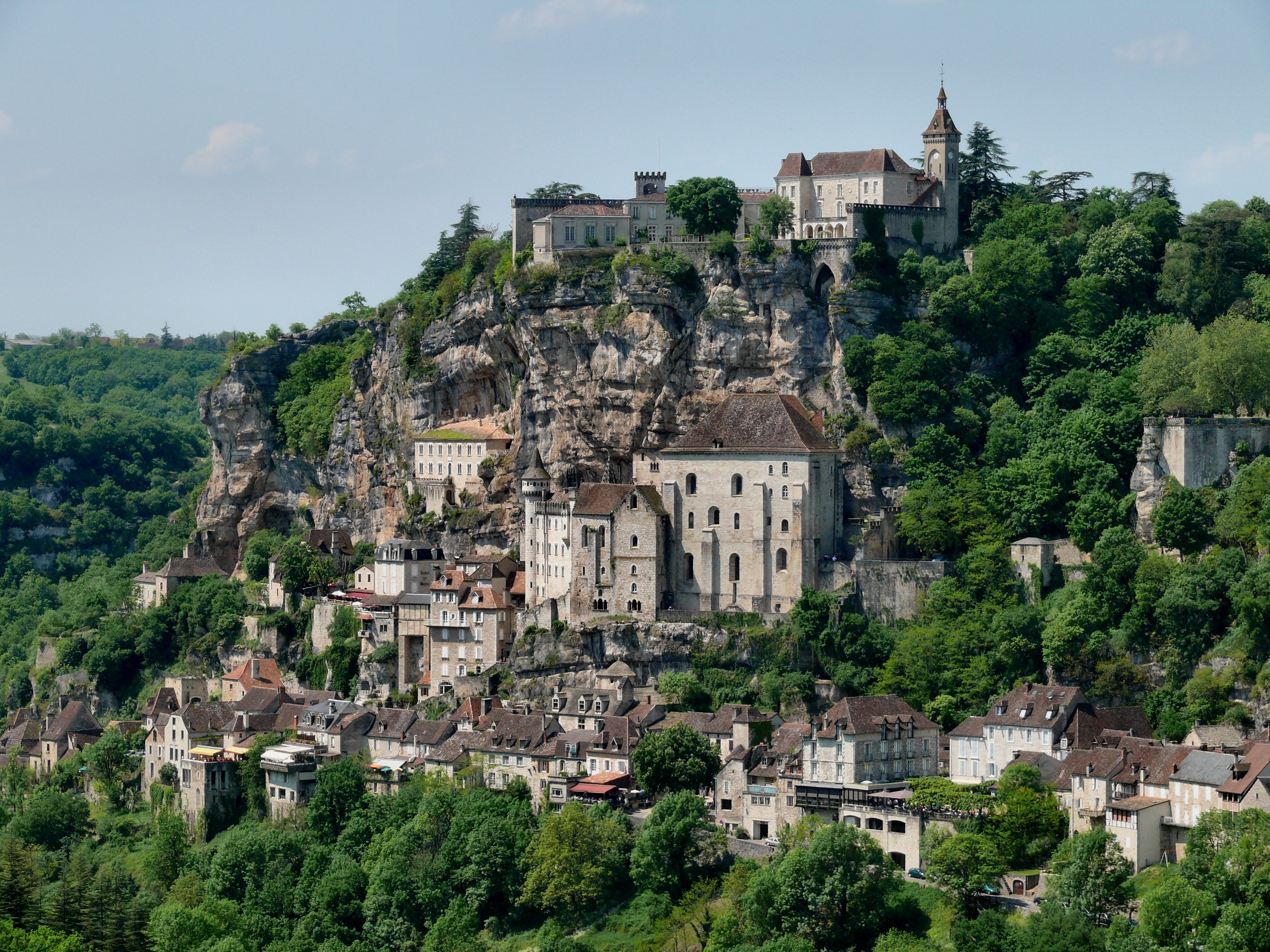
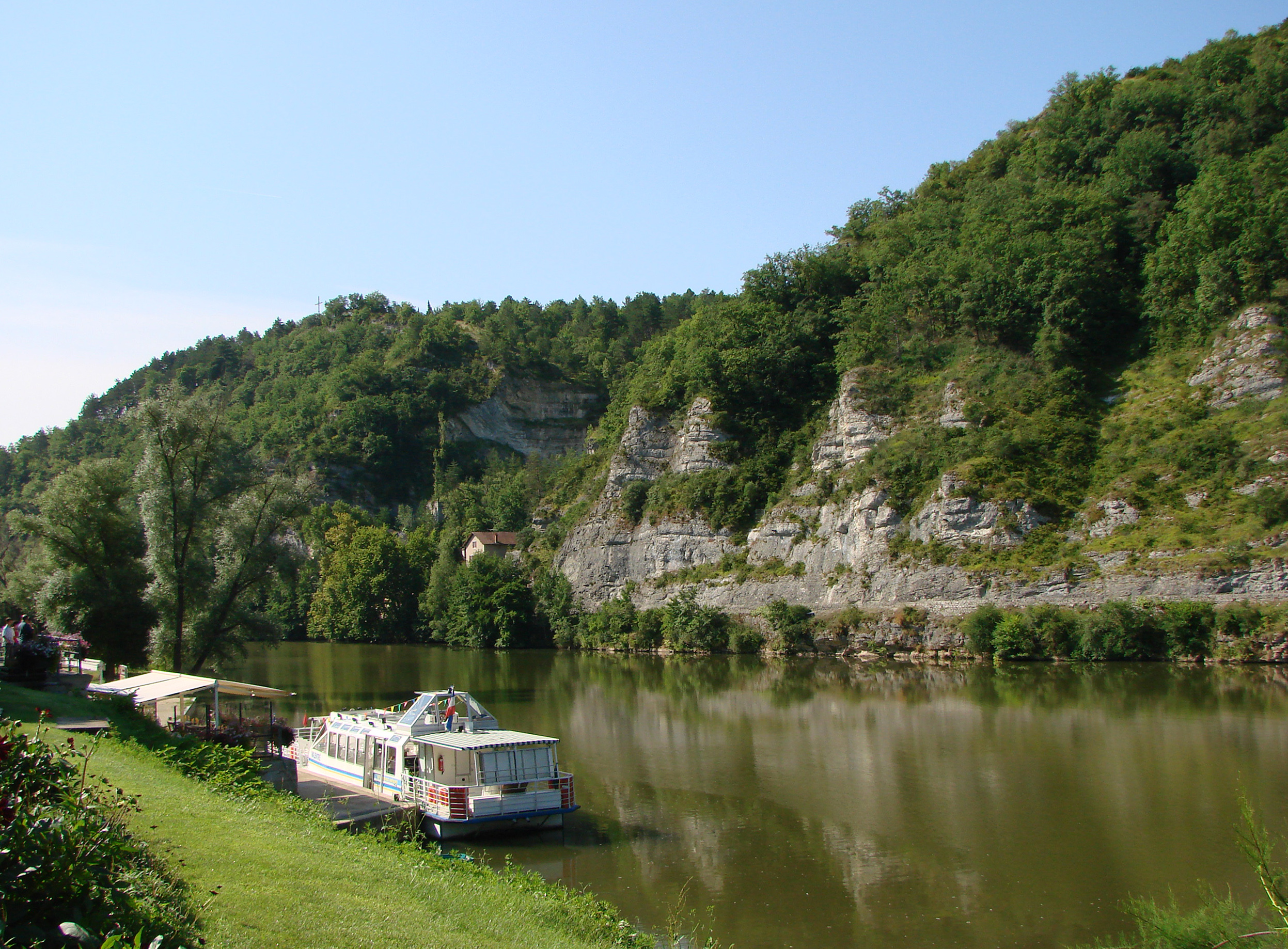